# Weirich von Gemmingen (1575–1613)
Weirich von Gemmingen (* 5. März 1575; † 31. März 1613) war Grundherr in Michelfeld und hatte Besitz in zahlreichen weiteren Orten. Mit ihm als letzten männlichen Nachkommen starb die Linie Gemmingen-Michelfeld der Freiherren von Gemmingen 1613 aus.

## Leben
Er entstammte der Linie Michelfeld der Herren von Gemmingen und war ein Sohn des Leonhard von Gemmingen (1536–1583) und der Esther von Bödigheim (1540–1592). Der Vater hatte den Besitz seines kinderlos gebliebenen Bruders Sebastian (1522–1575) geerbt und nochmals den gesamten Besitz der Familienlinie in Michelfeld, Ingenheim, Hilsbach, Stbbach und anderen Orten auf sich vereinigt, war jedoch schon verstorben, als Weirich noch minderjährig war. Er stand daher unter Vormundschaft von Hans Philipp von Helmstatt und kam jung an den Hof des Grafen Philipp Ludwig von Pfalz-Neuburg. Er zog nach Ungarn und bereiste Frankreich und Italien. Nach seiner Rückkehr heiratete er 1605 Rosine von Neipperg, die Witwe seines Vormunds. Im selben Jahr verkaufte er das freiadlige Gut in Hilsbach, das sein Vater erworben hatte. Er starb 1613 und wurde in Michelfeld begraben. Seine Witwe ging eine weitere Ehe mit einem Freiherrn von Daun ein.
Weirich hatte noch eine Schwester, Benedikta (1572–1628), die mit Wolf Konrad Greck von Kochendorf verheiratet war. Die meisten Güter der Linie Gemmingen-Michelfeld gingen an Greck, während der mit dem Schloss Michelfeld verbundene Teil von Michelfeld an Stammverwandte des Gemminger Stamms B (Hornberg) kam, die die Ortsherrschaft in Michelfeld bis zum Ende der Reichsritterschaft ausübten.